# Polizia militare (film)
Polizia militare (Off Limits) è un film statunitense del 1953 diretto da George Marshall.
È un film commedia con protagonisti Bob Hope, Mickey Rooney e Marilyn Maxwell.

## Trama
Il pugile Bullet Bradley ha appena vinto il titolo di campione dei pesi piuma quando gli arriva la chiamata alle armi. Su richiesta dei procuratori di Bradley, l'allenatore Wally Hogan chiede di entrare volontario nell'esercito, per poter tenere d'occhio il campione. Alla visita di leva Bradley viene riformato mentre Hogan è arruolato. Nell'esercito fa amicizia con Danny Tuttle, aspirante pugile, che gli chiede di fargli da allenatore. Hogan finge di accettare ma in realtà non lo prende sul serio fino a quando non ha occasione di conoscere la bella Connie Curtis, cantante in un locale, che in qualità di zia del soldato Tuttle, lo prega di dissuadere suo nipote dalle sue velleità di campione.
Hogan e Tuttle vengono, loro malgrado, incorporati nella polizia militare proprio quando si sta svolgendo un torneo pugilistico fra polizia e marina. Tuttle viene scelto come sfidante contro la marina ma Hogan, che soffre il mal di mare, non può assistere all'incontro che si svolge a bordo di una nave. Il suo pupillo viene battuto ma, nel successivo incontro di rivincita, riconquista il titolo e comincia a inanellare una vittoria dopo l'altra fino ad accingersi a sfidare il campione Bradley. Hogan finisce in prigione per un malaugurato incidente ma, il giorno della sfida, evade per poter assistere Tuttle e, superando una serie di difficoltà e contrattempi, lo porta alla vittoria.

## Produzione
Il film, diretto da George Marshall su un soggetto e una sceneggiatura di Jack Sher e Hal Kanter, fu prodotto da Harry Tugend per la Paramount Pictures e girato nei Paramount Studios a Hollywood in California.

## Distribuzione
Il film fu distribuito al cinema negli Stati Uniti dal 26 marzo 1953 (première a Washington) dalla Paramount Pictures.
Alcune delle uscite internazionali sono state:
- in Portogallo l'8 luglio 1953 (Bob, o Incrível)
- in Austria nell'agosto del 1953 (Achtung! Militärpolizei)
- in Germania Ovest il 14 agosto 1953 (Eintritt verboten)
- in Australia il 21 agosto 1953
- in Francia il 21 agosto 1953 (Les dégourdis de la M.P.)
- in Svezia il 21 agosto 1953 (Akta're för snuten)
- in Finlandia il 4 dicembre 1953 (Punaisen Pöllön sankarit)
- in Danimarca il 23 giugno 1954 (Pas på soldater)
- in Spagna il 16 settembre 1958 (Fabricantes de campeones)
- in Belgio (Les dégourdis de la M.P.)
- nel Regno Unito (Military Policemen)
- in Grecia (Prosohi... i E.S.A.)
- in Italia (Polizia militare)

## Critica
Secondo il Morandini
il film è caratterizzato da "movimento, frenetiche trovate" ed è "qua e là divertente" ma risulta comunque "anemico".